# Bordj Bou Arréridj (provins)

Bordj Bou Arréridjs provins i Algeriet

Bordj Bou Arréridj (arabiska: ولاية برج بوعريريج) är en provins (wilaya) i norra Algeriet. Provinsen hade 634 396 invånare 2008. Bordj Bou Arréridj är huvudort.

## Administrativ indelning
Provinsen är indelad i 10 distrikt (daïras) och 34 kommuner (baladiyahs).